# Eagle Motor Manufacturing
Die Eagle Motor Manufacturing  Co. Ltd. war ein britischer Automobilhersteller in Barnes (London). Kurz vor dem Ersten Weltkrieg wurden dort Leichtfahrzeuge gebaut.
Der Eagle 8 hp wurde 1914 vorgestellt. Er hatte einen V2-Motor mit 1,1 l Hubraum und hatte einen Radstand von 2286 mm.
Ihm zur Seite gestellt wurde der Eagle 8/10 hp, der auf gleichem Fahrgestell einen Reihenvierzylindermotor mit ebenfalls 1,1 l Hubraum hatte.
Noch im Jahr des Erscheinens wurde die Fertigung kriegsbedingt eingestellt. Nach dem Ersten Weltkrieg lebte sie nicht wieder auf.

## Modelle
| Modell  | Bauzeitraum | Zylinder | Hubraum  | Radstand |
| ------- | ----------- | -------- | -------- | -------- |
| 8 hp    | 1914        | 2 V      | 1085 cm³ | 2286 mm  |
| 8/10 hp | 1914        | 4 Reihe  | 1131 cm³ | 2286 mm  |